# Avro 706 Ashton
Avro 706 Ashton – brytyjski samolot doświadczalny zbudowany przy wykorzystaniu wcześniejszego projektu tłokowego samolotu komunikacyjnego Avro Tudor. Maszyna miała za zadanie przeprowadzenie badań zachowania się silników turboodrzutowych w rzeczywistych warunkach lotu na dużych wysokościach. Wybudowano sześć egzemplarzy Avro 706.

## Historia

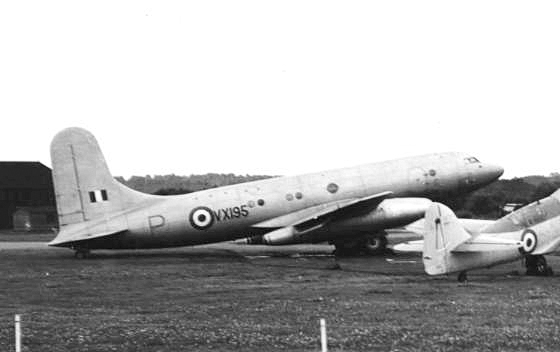
Avro 688 Tudor 8

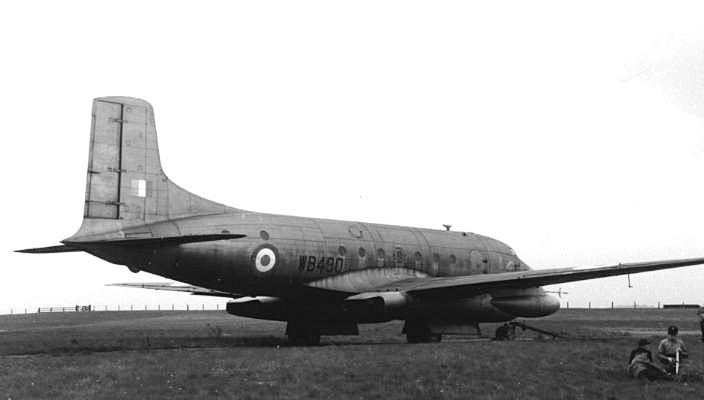
Avro Ashton Mk. 1 na lotnisku w Woodfordzie, w maju 1959.

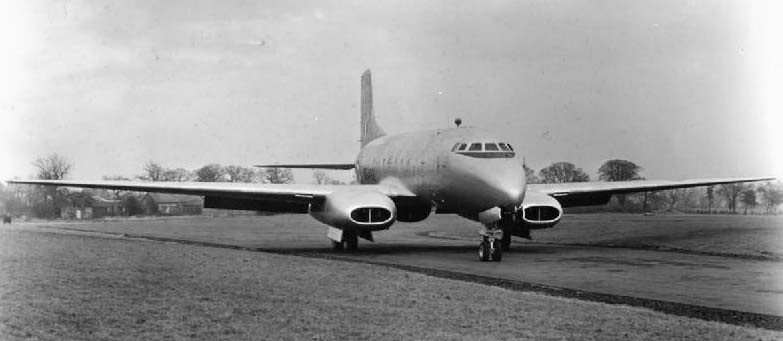
Avro Ashton WB492 w 1952 roku.

Pod koniec lat 40. ubiegłego wieku brytyjskie Ministerstwo Dostaw (Ministry of Supply) zamówiło w wytwórni Avro sześć egzemplarzy samolotu, który miał posłużyć do badań silników turboodrzutowych Rolls-Royce Nene 5 i 6 w lotach na dużej wysokości. Wytwórnia przystąpiła do prac nad nową maszyną wykorzystując konstrukcję wcześniejszej maszyny Avro Tudor. Było to o tyle uzasadnione, że już od 1948 roku trwały badania w locie silników Rolls-Royce Derwent, które zamontowano na samolocie oznaczonym jako Avro 688 Tudor 8. Nowy samolot początkowo miał mieć oznaczenie Tudor 9 jednak zakres wprowadzonych zmian skłonił wytwórnie do nadania maszynie nowego oznaczenia Avro Ashton. Wybudowano sześć egzemplarzy Avro Ashton, pierwszy z nich oznaczony jako Mk.1 (WB490) po raz pierwszy wzniósł się w powietrze 1 września 1950 roku i to na nim spoczywał główny ciężar przeprowadzenia badań zastosowanych silników. Drugi egzemplarz oznaczony jako Mk.2 (WB491) posłużył do testów układów klimatyzacyjnych. Na samolotach w wersji Mk.3, których wybudowano trzy egzemplarze (WB492, WB493 i WE670) i Mk.4 (WB494) przeprowadzano badania celowników bombowych oraz układów napędowych (niektóre źródła podają, iż w wersji Mk.3 były tylko dwie maszyny wyróżniając jeszcze wersję Mk.5). Samolot o numerze rejestracyjnym WB493 został również wykorzystany jako latająca hamownia silników Bristol Olympus. Do dziś zachowany został jedynie zdekompletowany kadłub prezentowany w muzeum Newark Air Museum w Winthorpe w hrabstwie Nottinghamshire.

## Konstrukcja
Avro Ashton był czterosilnikowym, wolnonośnym dolnopłatem o konstrukcji całkowicie metalowej. Trójdzielne, dwudźwigarowe skrydło o trapezowym obrysie, dużym wydłużeniu i zbieżności zaopatrzone w lotki i krokodylowe klapy. Ciśnieniowy kadłub o półskorupowej konstrukcji i kołowym przekroju (średnica 3,05 metra). Klasyczne, wolnonośne usterzenie z płetwą grzbietową uzupełniającą statecznik pionowy. Podwozie trójzespołowe z przednim podparciem, każde zdwojone. Chowane w locie, przednie do wnęki w kadłubie, główne do wnęk w gondolach silnikowych. Silniki turboodrzutowe umieszczone w dwóch gondolach po dwa silniki po obydwu stronach kadłuba. Paliwo znajdowało się w elastycznych zbiornikach o pojemności 14 100 dm³ umieszczonych w skrzydłach.